# Sandakan
Sandakan (zsm) anteriormente conhecida como Elopura, é a capital do Distrito de Sandakan em Sabah, na Malásia. É a segunda maior cidade de Sabah depois de Kota Kinabalu. Está localizada na Península de Sandakan foi a antiga capital do Bornéu do Norte. Em 2020, o município tinha uma população de 439.050.
A cidade é um dos principais portos de exportação de petróleo, tabaco, café, sago e madeira. Outras atividades econômicas incluem pesca, construção naval, ecoturismo e manufatura. Entre as atrações turísticas de Sandakan estão o Museu do Patrimônio de Sandakan, o Festival Cultural de Sandakan, o Memorial de Guerra de Sandakan, Santuário Sepilok Orang Utan, e as Cavernas Gomantong.

## História
Como a maior parte de Bornéu, esta área já esteve sob o controle do Império do Brunei no século XV antes de ser cedido ao Sultanato de Sulu entre o séculos XVII e XVIII como um presente por ajudar as forças de Brunei durante a Guerra Civil de Brunei. Desde o século XVIII, Sandakan passou a ser governado pelo Sultanato de Sulu.
Em 1855, quando o poder espanhol começou a se expandir no arquipélago filipino, eles começaram a restringir o comércio de nações estrangeiras com Sulu, estabelecendo um porto na Zamboanga e emitindo uma decisão que declarava que os navios que quisessem se envolver em o comércio com o Arquipélago Sulu deve primeiro visitar o porto espanhol. Em 1860, o Sultanato de Sulu tornou-se importante para os britânicos, pois seu arquipélago poderia permitir que os britânicos dominassem rotas comerciais de Singapura para China continental. Mas em 1864, William Frederick Schuck, um ex-membro alemão do serviço consular alemão chegou em Sulu e conheceu o sultão Jamal ul-Azam, que o encorajou a permanecer em Jolo. Schuck associou-se à empresa comercial Singapura-Alemanha de Schomburg e começou a trabalhar no interesse do Sultão e de Datu Majenji, que era um suserano na ilha de Tawi-Tawi. Enquanto continuava sua viagem para Celebes, ele decidiu abrir sua primeira sede em Jolo. Grandes quantidades de armas, ópio, têxteis e tabaco de Singapura foram enviadas para Tawi-Tawi em troca de escravos do Sultanato.
Em novembro de 1871, canhoneiras espanholas bombardearam aldeias Samal nas ilhas Tawi-Tawi e bloquearam Jolo. À medida que a guerra nas águas de Sulu começou a aumentar, o Sultanato passou a contar com a ajuda do mercado de Singapura. Quando o Sultanato aumentou as suas relações comerciais estreitas com o Os portos comerciais britânicos de Labuan e Cingapura, isso forçou os espanhóis a dar outro grande passo para conquistar o arquipélago Sulu. A chegada do navio de guerra alemão Nymph ao Mar de Sulu em 1872 para investigar o conflito Sulu-Espanhol fez o Sultanato acreditar que Schuck estava ligado ao Governo alemão, assim, o Sultanato concedeu a Schuck uma área de terra na Baía de Sandakan para estabelecer um porto comercial para monopolizar o comércio rattan na costa nordeste, onde Schuck poderia operar livremente sem o bloqueio espanhol.
Como capital do Bornéu do Norte, Sandakan tornou-se um centro comercial e comercial ativo. Os principais parceiros comerciais foram Hong Kong e Singapura. Muitos comerciantes de Hong Kong acabaram se estabelecendo em Sandakan e com o tempo a cidade foi chamada de 'Pequena Hong Kong do Bornéu do Norte'. O assentamento Cowie foi acidentalmente incendiado em 15 de junho de 1879 e nunca mais foi reconstruído. O primeiro residente britânico, então transferiu a administração para um novo assentamento em 21 de junho de 1879, para uma residência no que hoje é conhecido como Buli Sim Sim, perto da Baía de Sandakan.

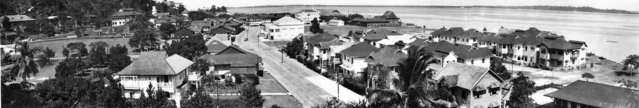
Sandakan em 1941

A prosperidade de Sandakan como capital do Bornéu do Norte, entretanto, terminou quando a japoneses ocuparam a cidade em 19 de janeiro de 1942. Durante sua ocupação, os japoneses restauraram o nome anterior da cidade, Elopura e estabeleceram um campo de prisioneiros de guerra para manter seus inimigos cativos. Os aviões aliados começaram a atacar Sandakan em setembro de 1944. Como os japoneses temiam novas retaliações das forças aliadas, eles começaram a mover todos os prisioneiros e os forçaram a marcha para Ranau.Milhares de soldados britânicos e australianos perderam a vida durante esta marcha forçada, além de trabalhadores javaneses das Índias Orientais Holandesas. Apenas seis soldados australianos sobreviveram neste campo, todos após escaparem. Sandakan foi completamente destruída tanto pelos bombardeios das forças aliadas quanto pela ocupação japonesa.
No final da guerra, a Companhia Britânica do Bornéu do Norte voltou a administrar a cidade, mas não conseguiu financiar os custos de reconstrução. Eles deram o controle de Bornéu do Norte à Coroa Britânica em 15 de julho de 1946. O novo governo colonial optou por transferir a capital de Bornéu do Norte para Jesselton em vez de reconstruí-la já que o custo da reconstrução foi maior devido aos danos. Embora Sandakan não fosse mais a capital administrativa, ainda permaneceu como a "capital econômica" com suas atividades portuárias relacionadas à exportação de madeira e outros produtos agrícolas na costa leste. Para melhorar as instalações, a administração da Colônia da Coroa elaborou um plano, mais tarde conhecido como "Plano de Reconstrução e Desenvolvimento do Escritório Colonial para Bornéu do Norte: 1948–1955". Este plano estabeleceu o Departamento de Pesca de Sandakan em abril de 1948. Como um primeiro passo em direção ao desenvolvimento da indústria pesqueira de Sandakan, a Colônia da Coroa elaborou o "Plano de Trabalho Jovem" através do "Esquema de Desenvolvimento Colonial e Bem-Estar". Através deste plano, a administração britânica recebeu a responsabilidade de importar materiais básicos de Hong Kong para os pescadores e distribuir os materiais a um preço inferior ao oferecido pelos capitalistas.

## Geografia
Sandakan está localizada na costa leste de Sabah, de frente para o Mar de Sulu, e a cidade é conhecida como uma das cidades portuárias da Malásia. A cidade está localizada a aproximadamente 1.900 quilômetros da capital da Malásia Kuala Lumpur, 28 quilômetros da fronteira internacional com as Filipinas e 319 quilômetros de Kota Kinabalu, a capital de Sabah. O distrito em si é cercado pelos distritos Beluran (antes conhecido como distrito Labuk-Sugut) e Kinabatangan. Não muito longe da cidade, estão as três Ilhas das Tartarugas da Malásia, Selingaan, Gulisaan e Bakkungan Kechil. As ilhas mais próximas da cidade são Berhala, Duyong, Nunuyan Darat, Nunuyan Laut e Ilha Bai.

### Clima
Sandakan tem um clima equatorial sob a classificação climática de Köppen. O clima é relativamente quente e úmido, com temperatura média à sombra em torno de 32°C, com cerca de 32°C ao meio-dia caindo para cerca de 27°C à noite. A cidade experimenta precipitações durante todo o ano, com tendência de outubro a fevereiro serem os meses mais chuvosos, enquanto abril é o mês mais seco. Sua precipitação média varia de 2.184 mm a 3.988 mm.
| Dados climatológicos para Sandakan                                                                         | Dados climatológicos para Sandakan | Dados climatológicos para Sandakan | Dados climatológicos para Sandakan | Dados climatológicos para Sandakan | Dados climatológicos para Sandakan | Dados climatológicos para Sandakan | Dados climatológicos para Sandakan | Dados climatológicos para Sandakan | Dados climatológicos para Sandakan | Dados climatológicos para Sandakan | Dados climatológicos para Sandakan | Dados climatológicos para Sandakan | Dados climatológicos para Sandakan |
| Mês | Jan                                | Fev                                | Mar                                | Abr                                | Mai                                | Jun                                | Jul                                | Ago                                | Set                                | Out                                | Nov                                | Dez                                | Ano                                |
| --- | ---------------------------------- | ---------------------------------- | ---------------------------------- | ---------------------------------- | ---------------------------------- | ---------------------------------- | ---------------------------------- | ---------------------------------- | ---------------------------------- | ---------------------------------- | ---------------------------------- | ---------------------------------- | ---------------------------------- |
| Temperatura máxima média (°C)                                                                              | 24,8                               | 34,1                               | 33,6                               | 36,1                               | 36,5                               | 35,9                               | 35,9                               | 36,0                               | 35,6                               | 35,8                               | 34,6                               | 34,2                               | 36,5                               |
| Temperatura mínima média (°C)                                                                              | 18,3                               | 19,4                               | 20,0                               | 21,1                               | 21,1                               | 20,6                               | 20,2                               | 19,4                               | 20,6                               | 20,6                               | 20,0                               | 20,1                               | 18,3                               |
| Chuva (mm)                                                                                                 | 444,0                              | 312,6                              | 229,4                              | 144,3                              | 138,4                              | 180,0                              | 209,3                              | 237,8                              | 246,5                              | 305,5                              | 323,6                              | 449,0                              | 320 003                            |
| Dias com chuva (≥ 1 mm)                                                                                    | 17,0                               | 11,6                               | 10,9                               | 8,3                                | 9,1                                | 10,0                               | 11,6                               | 11,8                               | 12,4                               | 15,5                               | 17,5                               | 19,6                               | 155,3                              |
| Umidade relativa (%)                                                                                       | 84                                 | 83                                 | 82                                 | 81                                 | 82                                 | 82                                 | 83                                 | 83                                 | 84                                 | 85                                 | 86                                 | 86                                 | 84                                 |
| Insolação (h)                                                                                              | 155,6                              | 160,9                              | 217,5                              | 247,0                              | 248,9                              | 206,9                              | 220,9                              | 221,5                              | 194,9                              | 190,7                              | 174,5                              | 159,9                              | 2 229,6                            |
| Fonte: Organização Meteorológica Mundial (1971-2000) e Observatório de Hong Kong (horas de sol, 1961–1990) |                                    |                                    |                                    |                                    |                                    |                                    |                                    |                                    |                                    |                                    |                                    |                                    |                                    |

## Demografia
De acordo com o Censo da Malásia de 2010, toda a área do município tinha uma população total de 396.290. Cidadãos não malaios constituem a maioria da população da cidade com 144.840 pessoas, seguidos por outros bumiputras (100.245), chineses (63.201), Bajaus e Sulukules (38.897), Malaios (bruneianos e javaneses) (22.244), Kadazan-Dusun (16.616), índios (974), Murut e Lundayeh (519) e outros (8.754). O Censo 2020 mostrou um crescimento da população municipal para 439.050.
A maioria dos cidadãos não malaios são do sul das Filipinas. A população chinesa é composta por proporções iguais de principalmente cantoneses (descendentes de comerciantes marítimos que se estabeleceram na costa leste do Bornéu Norte) e também de Hakka.
Os povos Bajau, Sulukules e Malaios são de religião muçulmana, Kadazan-Dusuns e Muruts seguem principalmente a doutrina cristã, com alguns deles se tornando muçulmanos enquanto os chineses são principalmente budistas, taoístas e uma pequena parte cristã.

## Economia

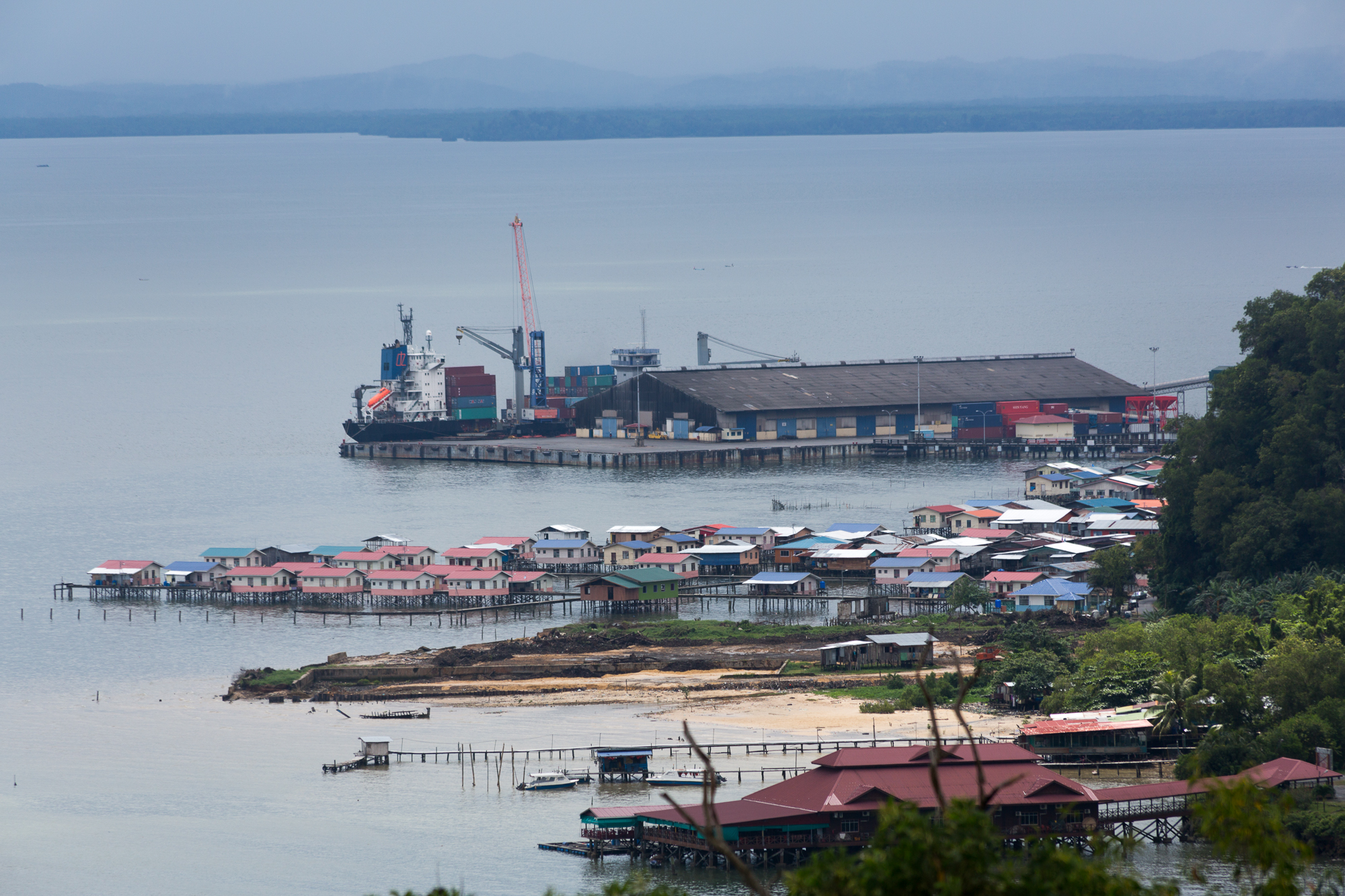
Porto de Sandakan

Durante o período britânico, a cidade cresceu rapidamente devido às atividades de exportação como uma cidade portuária. O porto é importante para as exportações de óleo de palma, tabaco, cacau, café, cânhamo, manila e sago. Em meados da década de 1930, a exportação de madeira tropical de Sandakan registrou um nível de 180.000 m³ que tornou a cidade o maior exportador mundial de madeira nobre. Muitas toras de madeira Sandakan são agora encontradas no Templo do Céu em Pequim.

## Infraestrutura

### Transporte
Todas as estradas internas que ligam diferentes partes da cidade são geralmente  estradas estaduais construídas e mantidas pelo  Departamento de Obras Públicas, enquanto o conselho local supervisiona as estradas dos conjuntos habitacionais. Atualmente, a maioria das estradas em Sandakan estão passando por grandes melhorias devido a problemas como falta de redes rodoviárias e sobrecarga.
Serviços regulares de ônibus com minivans e táxis também podem ser encontrados. Existem três terminais de ônibus operando em a cidade, como os ônibus para Sepilok, o terminal rodoviário local e o terminal rodoviário de longa distância. O terminal de ônibus de longa distância está localizado a cerca de 4 km ao norte da cidade, enquanto o ônibus local faz conexão com o centro da cidade.

### Educação

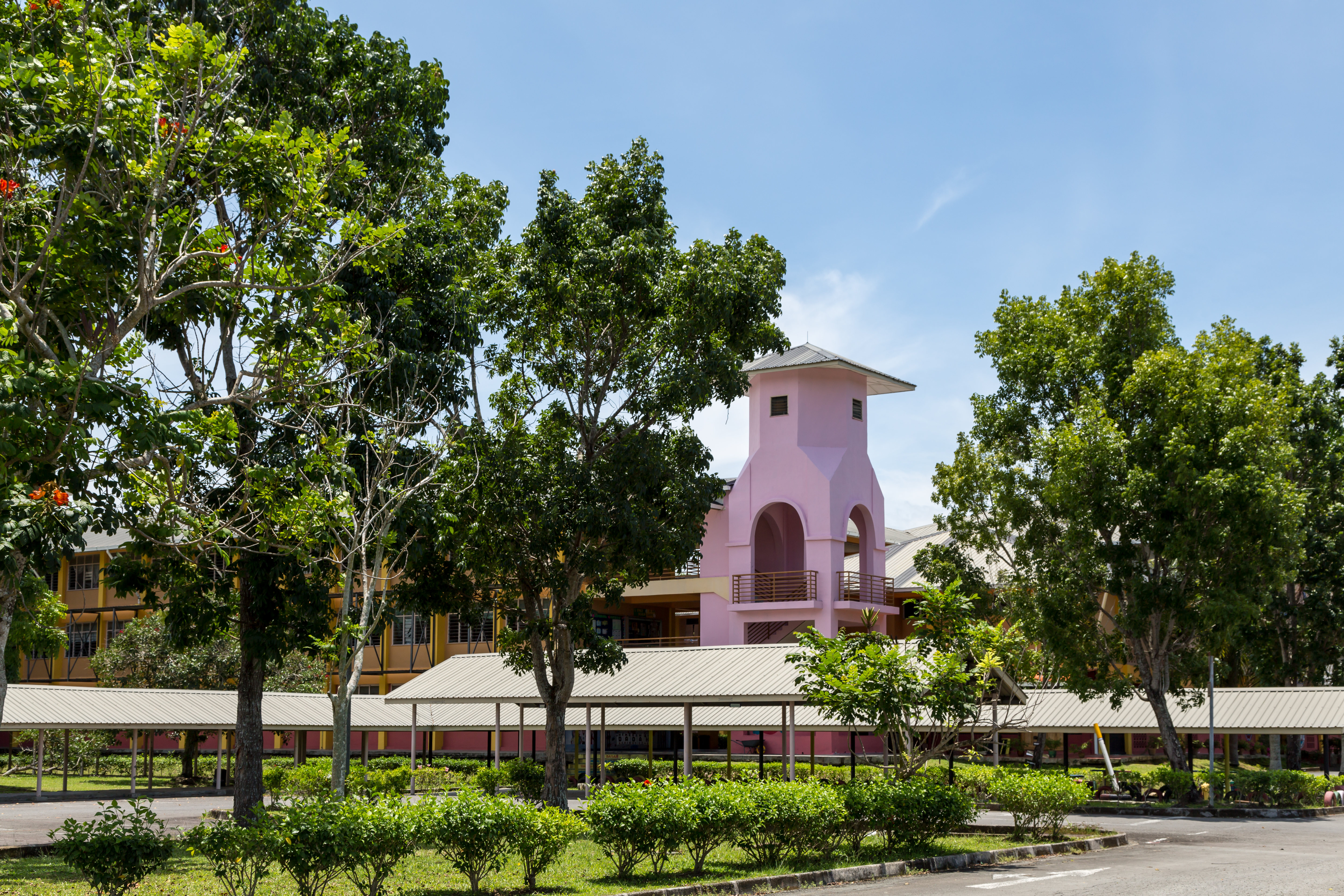
Uma das escolas secundárias de Sandakan

Existem muitas escolas governamentais e estaduais dentro e ao redor da cidade. A primeira escola primária da cidade foi a Escola Primária St. Mary Town. É uma escola missionária católica só para meninos e foi inaugurada desde 24 de julho de 1883, tornando-se a escola mais antiga de Bornéu.